# Zgripcești, Argeș
Zgripcești este satul de reședință al comunei Beleți-Negrești din județul Argeș, Muntenia, România.